# Televisão de definição padrão

Resolução SDTV por país, em verde os que adotam o 480i, em azul os que adotam o 576i.

A televisão de definição padrão (em inglês standard-definition television, sigla SDTV), refere-se a sistemas televisivos que tenham uma resolução de imagem que alcance certos padrões mas não sejam considerados EDTV (TV de definição aprimorada) ou HDTV (TV de alta definição). O termo geralmente é usado em referência a televisão digital, em particular quando a transmissão tem a mesma (ou similar) resolução daquela dos sistemas analógicos.
Em padrões ATSC, SDTV pode ser transmitido sob 853x480 linhas com proporção de tela de 16:9, a 704x480 com proporção de tela de 4:3 ou a 640x480 com proporção 4:3 e pixels quadrados. A cadência pode ser de 24, 30 ou 60 frames por segundo. Contudo, se a recepção é fraca, pode-se encontrar inúmeros artefatos, tais como pixelização e falta de fluência.
Padrões que podem transmitir SDTV digital incluem DVB, ATSC e ISDB. Os últimos dois foram originalmente desenvolvidos para HDTV, mas eles provaram ser mais comumente usados pela habilidade de proporcionar vídeo SD e faixas de áudio via multiplexação, e então utilizar todo o bitstream para um só canal de alta definição.
Quando a resolução é considerada, tanto aquela do sinal transmitido quanto a resolução da TV exibida são levadas em conta. NTSC digital e sinais do tipo PAL/SECAM (480i60 e 576i50, respectivamente) são transmitidos numa resolução horizontal de 720 ou 704.

## Resoluções
Algumas resoluções de vídeo do tipo Standard Definition (SD) com as respectívas proporções:
- 240p: 426 x 240;[1]
- 360p: 640 x 360;[1][2]
- 480p: 854 x 480.[1][2]